# Simbolismo cristiano
El término simbolismo cristiano alude al conjunto de marcas, objetos, señas, palabras, arquetipos, actos, obras de arte o eventos utilizados por la Cristiandad para expresar ideas o conceptos de esa comunidad.
La definición y preservación de los dogmas de la fe exigía mucha cautela en un ambiente tan diverso y tan presto al sincretismo como el del Imperio romano en aquellos siglos. Los catecúmenos se habían dividido en dos grupos: oyentes (audientes), que deseaban iniciarse en la fe, entre los cuales no faltaban a veces espías a sueldo, pero que demoraban el bautismo, y elegidos (electi), que se preparaban ya para su ingreso en la comunidad cristiana. Unos y otros, aunque más formados estos últimos, debían mantenerse al margen de los ritos reservados para los iniciados y en especial del "misterio" de la carne y la sangre del Verbo de Dios. De aquí que, para reconocerse, los fieles "iniciados" utilizaran símbolos.

## Origen
Algunos autores consideran que algunos símbolos pudieran ser derivados de la mitología antigua. El pavo y el ave Fénix simbolizan la resurrección. La palma, la victoria. La paloma, la sencillez cristiana, el pudor y la paz concedida al alma fiel. El ciervo, el servidor diligente de Cristo. El áncora, la esperanza en la salvación. La nave, la Iglesia. Orfeo simbolizaba a Jesucristo. 

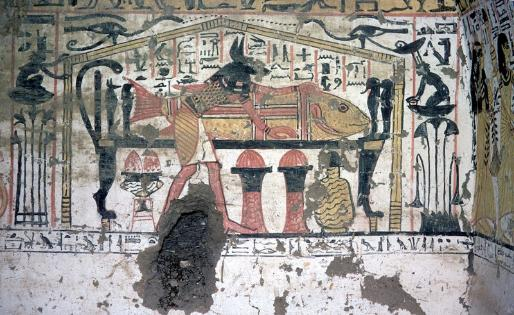
El pez como antiguo símbolo de la resurrección del difunto, representado en la tumba del egipcio Khabekhnet, que vivió en el (dinastía XIX).

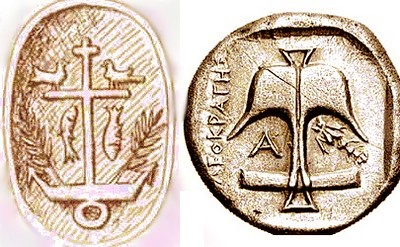
Áncoras cristianas

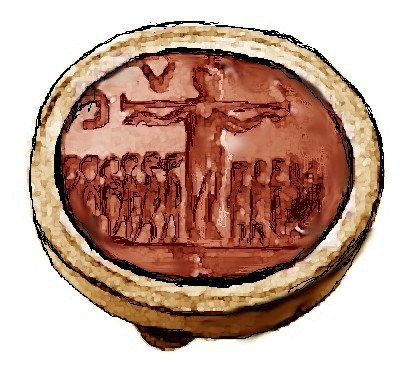
Colección J. Beazley

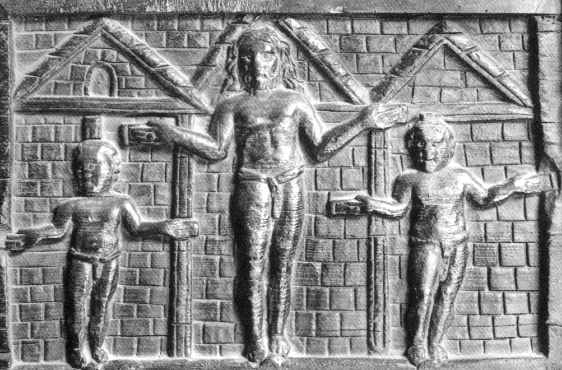
Sta. Sabina. Siglo IV d. C.

Se cree que en la simbología cristiana primitiva (s. II y III d. C.) el signo del ancla o "áncora" sería una forma velada de hacer referencia a la cruz de Cristo; esto, con la intención de ocultar su fe en tiempos de persecución, como la desatada en los días del emperador Diocleciano.
Símbolos cristianos eran: el pez; objetos que se han datado como del siglo II d. C. que llevan figuras de pescado junto con la palabra griega para pescado, “ΙΧΘΥΣ (IKHTHUS o IKHTHYS)”, que se cree es un críptico para la expresión griega “Iesoús Christós Theoú Yiós Sotḗr”, que quiere decir “Jesucristo, Hijo de Dios, Salvador.” 
Según The Interpreter’s Dictionary of the Bible, los pescados aparecían frecuentemente en el antiguo simbolismo pagano, a menudo aparte de escenas acuáticas. “En tales casos,” dice, “parecería tener significado simbólico, posiblemente para representar una deidad, poder, fecundidad, etc.” Esta misma obra de consulta dice, además, que ciertos judíos adoptaron el símbolo del pescado de algunas costumbres religiosas gentiles, y agrega: “Es probable que las consideraciones mencionadas expliquen hasta cierto grado la aparición del pescado en el arte de las más antiguas catacumbas cristianas. No sabemos cuándo llegó a ser interpretada la palabra griega para ‘pescado’ (ikhthys) como una cifra para ‘Jesucristo, Hijo de Dios, Salvador’;[…] pero una vez que se hizo esta identificación, el pescado llegó a ser un símbolo cristiano normal”.
Luego desde el siglo III empieza a haber representaciones más explícitas, como una joya en cornalina que muestra la crucifixión de Cristo junto a los doce apóstoles, del siglo III o IV d. C., procedente de la colección fotográfica y anotaciones del arqueólogo clásico sir John Beazley.
En la actualidad el cristianismo está lleno de símbolos; la cruz recuerda a la crucifixión, la virgen María personifica la forma de maternidad más pura reforzada por la asociación al color azul y al blanco, como en Isis. La figura con cuernos y cola es la representación simbólica más común del diablo, intensificada por el color rojo (como Set rojo). La creación de iconos era considerada una parte muy importante del culto. El cordero, símbolo del sacrificio de Cristo y su victoria, y el Buen Pastor, símbolo de Jesucristo y de Orfeo. Algunos símbolos eran de tema histórico - bíblico, como el sacrificio de Isaac, que se utilizaba para representar el sacrificio de la cruz; Adán y Eva, imagen de Jesucristo, nuevo Adán que reparó el pecado; el Arca de Noé, imagen de la Iglesia, etcétera. A veces se utilizaban también escenas alegóricas, como las de la viña, el convivio o cena, las vírgenes prudentes y las imprudentes de la parábola, etcétera.
La creencia popular de que las catacumbas, cementerios subterráneos comunes a varias ciudades del imperio, se usaron a veces como refugio para los cristianos en tiempos de persecución ha sido descartada por la historiografía moderna.
«Hoy día es difícil sostener el carácter de refugio que se le ha venido dando a las catacumbas, ya que, exceptuando las tres grandes persecuciones de Decio en 250, de Valeriano en 257-258 y de Diocleciano entre fines del siglo III y comienzos del IV, los cristianos gozaron de periodos de relativa tranquilidad. Las catacumbas deben ser vistas como cementerios subterráneos dedicados a los difuntos y a los mártires, en cuyo honor se celebraba la eucaristía, como lugares de reposo a la espera de la resurrección, y, por ello, las pinturas que las decoran están llenas de sugerencias a la otra vida y a la celebración eucarística.»
Al igual que otras comunidades, los cristianos también enterraban a sus difuntos allí, y en ellas hallaban sepultura también los cuerpos de los mártires, muertos en las persecuciones. La veneración que empezó a tributárseles originó la construcción de capillas más amplias entre los estrechos pasillos subterráneos, a menudo superpuestos en varios pisos, e hizo que los cristianos se reunieran en ellas para celebrar los misterios de la fe. El arte cristiano primitivo halló ocasión de plasmar en las paredes de estos recintos y capillas sus admirables realizaciones. 
Junto a la Via Appia antigua se hallan las catacumbas de San Calixto, las de San Sebastián y las de Pretextato; en la Via Ardeatina, las de Domitila, las de Priscila en la Via Salaria y las de Sta Inés en la Nomentana. Todas ellas, muy visitadas por los peregrinos y turistas que acuden a Roma, no representan más que una mínima parte de las sesenta de que hoy se tiene noticia, con más de seiscientos kilómetros de galerías subterráneas de planta laberíntica, con cuatro o cinco sepulturas por piso, una encima de la otra, como los nichos de un cementerio moderno. 
Sus asambleas, que generalmente se celebraban en los tituli o casas de nobles, quienes las prestaban gustosos para ello, también se celebraban en las tumbas de los mártires. Se iniciaba con el saludo tradicional: "Que la paz sea con vosotros" para continuar con el rezo de las letanías, que el pueblo contestaba a coro; seguían dos oraciones breves, diversas lecturas, canto de un salmo, y rezo y comentario del Evangelio. Confesión pública de pecados y el canto del Marhanatha. Cuando concluía esta primera parte, se despedía a los catecúmenos y paganos. Luego continuaba la ceremonia con el ofertorio (en que los asistentes ofrecían sus presentes o limosnas) y seguían los preparativos para el sacrificio, rezo de varias oraciones, entre ellas la eucarística y la comunión bajo las dos especies (fragmento de pan ácimo consagrado depositado en la mano derecha de cada comulgante por los obispos, y un sorbo de vino del cáliz que era pasado, de uno en uno, por los diáconos). Oración en acción de gracias, bendición episcopal a los fieles, y la fórmula de despedida que aún subsiste: "Id, la misa ha terminado".

## Cruz Cristiana
La Cruz cristiana es un símbolo religioso muy familiar en la cristiandad. Este método de ejecución fue común para los esclavos romanos y para los criminales que no eran romanos. El evangelio usa la palabra stauros (estaca) y xylon (madero).
Las palabras «cruz» y «crucifijo» provienen de las derivaciones del verbo latino cruciare, que significa "torturar".
En el s II se desarrolla el concepto teológico neoplatónico de la Cruz como límite del Pleroma.